# NHL 1942/43
Die NHL-Saison 1942/43 war die 26. Spielzeit in der National Hockey League. Sechs Teams spielten jeweils 50 Spiele. Den Stanley Cup gewannen die Detroit Red Wings nach einem 4:0-Erfolg in der Finalserie gegen die Boston Bruins. Nachdem die Brooklyn Americans aufgrund von Streitigkeiten bezüglich der Nutzung des Madison Square Gardens in dieser Saison nicht mehr angetreten waren, begann die bis 1967 dauernde Zeit der „Original Six“.

## Reguläre Saison

### Abschlusstabelle
Abkürzungen: W = Siege, L = Niederlagen, T = Unentschieden, GF= Erzielte Tore, GA = Gegentore, Pts = Punkte
|                     | W  | L  | T  | GF  | GA  | Pts |
| ------------------- | -- | -- | -- | --- | --- | --- |
| Detroit Red Wings   | 25 | 14 | 11 | 169 | 124 | 61  |
| Boston Bruins       | 24 | 17 | 9  | 195 | 176 | 57  |
| Toronto Maple Leafs | 22 | 19 | 9  | 198 | 159 | 53  |
| Montréal Canadiens  | 19 | 19 | 12 | 181 | 191 | 50  |
| Chicago Blackhawks  | 17 | 18 | 15 | 179 | 180 | 49  |
| New York Rangers    | 11 | 31 | 8  | 161 | 253 | 30  |

### Beste Scorer
Abkürzungen: GP = Spiele, G = Tore, A = Assists, Pts = Punkte
| Spieler        | Team       | GP | G  | A  | Pts |
| -------------- | ---------- | -- | -- | -- | --- |
| Doug Bentley   | Chicago    | 50 | 33 | 40 | 73  |
| Bill Cowley    | Boston     | 48 | 27 | 45 | 72  |
| Max Bentley    | Chicago    | 49 | 26 | 44 | 70  |
| Lynn Patrick   | NY Rangers | 50 | 22 | 39 | 61  |
| Lorne Carr     | Toronto    | 50 | 27 | 33 | 60  |
| Billy Taylor   | Toronto    | 50 | 18 | 42 | 60  |
| Bryan Hextall  | NY Rangers | 50 | 27 | 32 | 59  |
| Toe Blake      | Montreal   | 48 | 23 | 36 | 59  |
| Elmer Lach     | Montreal   | 45 | 18 | 40 | 58  |
| Buddy O’Connor | Montreal   | 50 | 15 | 43 | 58  |

## Stanley-Cup-Playoffs
|  | Halbfinale | Halbfinale            | Halbfinale |  |  | Stanley-Cup-Finale | Stanley-Cup-Finale | Stanley-Cup-Finale |
|  |            |                       |            |  |  |                    |                    |                    |
|  |            |                       |            |  |  |                    |                    |                    |
|  | 1          | Detroit Red Wings     | 4          |  |  |                    |                    |                    |
|  | 3          | Toronto Maple Leafs   | 2          |  |  |                    |                    |                    |
|  |            |                       |            |  |  | 1                  | Detroit Red Wings  | 4                  |
|  |            |                       |            |  |  | 2                  | Boston Bruins      | 0                  |
|  | 2          | Boston Bruins         | 4          |  |  |                    |                    |                    |
|  | 4          | Canadiens de Montréal | 1          |  |  |                    |                    |                    |
|  |            |                       |            |  |  |                    |                    |                    |

## NHL-Auszeichnungen
| Calder Memorial Trophy:    | Gaye Stewart, Toronto Maple Leafs |
| Hart Memorial Trophy:      | Bill Cowley, Boston Bruins        |
| Lady Byng Memorial Trophy: | Max Bentley, Chicago Blackhawks   |
| Vezina Trophy:             | Johnny Mowers, Detroit Red Wings  |